# Station Brandval
Station Brandval is een station in Brandval in de gemeente Kongsvinger in fylke Innlandet  in  Noorwegen. Het station ligt aan Solørbanen die inmiddels gesloten is voor personenverkeer. Het station dateert uit 1912.